# Molitvy. Anekdoty. Tosty
Molitvy. Anekdoty. Tosty (in russo Молитвы. Анекдоты. Тосты?) è il terzo album in studio della cantautrice russa Monetočka, pubblicato il 24 maggio 2024 dalla M2.

## Promozione
L'LP, scritto e composto durante l'invasione russa dell'Ucraina, è stato anticipato dagli estratti Ostanovilos', supportato da un video girato in California, e U mamy est' sekret, un riferimento per l'emancipazione femminile.
A supporto del disco l'artista è stata impegnata con una serie di concerti in Eurasia, con tappe in città come Londra e Varsavia.

## Tracce
Testi di Elizaveta Gyrdymova, musiche di Elizaveta Gyrdymova e Vitja Isaev.
1. Ėto bylo v Rossii – 3:13
2. Ostanovilos' – 2:57
3. Zanovo – 2:46
4. Monopolija – 3:37
5. Žučka – 2:41
6. U mamy est' sekret – 2:44
7. Kis kis kis – 2:42
8. Selfcharm – 3:08
9. Ptička – 2:33
10. Vyše kryš – 3:28

## Formazione
- Monetočka – voce, produzione
- Vitja Isaev – produzione

## Classifiche
| Classifica (2024) | Posizione massima |
| ----------------- | ----------------- |
| Lituania          | 7                 |